# Der zweite Mann (Fernsehserie)
Der zweite Mann (Englisch: The Deputy) ist eine in Schwarzweiß produzierte US-amerikanische Western-Fernsehserie, die vom 12. September 1959 bis zum 1. Juli 1961 mit Henry Fonda in der Hauptrolle des Chief US-Marshals Simon Fry auf NBC ausgestrahlt wurde. Im westdeutschen Fernsehen wurden ab dem 6. Juni 1964 24 Episoden in unregelmäßigen Abständen gesendet. Der deutsche Synchrontitel bezieht sich auf den englischsprachigen Originaltitel; ein Deputy ist der Stellvertreter bzw. ein Beamter des Marshals oder Sheriffs. Gaststars waren unter anderen Johnny Cash, Robert Redford, Lee van Cleef und James Coburn. Außer in den USA und Deutschland wurde die Serie offenbar nur noch in Spanien unter dem Titel El Comisario ausgestrahlt.

## Handlung
1880. Chief US-Marshal Simon Fry ist für das Arizona-Territorium zuständig und residiert in Silver City. Da er ständig im Territorium unterwegs ist, ist der junge Ladenbesitzer Clay McCord von ihm als Deputy angestellt worden, da Marshal Lamson bereits relativ alt ist und Unterstützung braucht. McCord ist zwar ein guter Schütze, hat aber zu Schusswaffen ein gespanntes Verhältnis, da er glaubt, dass die Gewalt im Wilden Westen auf den Gebrauch von Schusswaffen zurückzuführen ist. Im Geschäft wird Clay von seiner Schwester Fran unterstützt. In brenzligen Situationen kommt ihm der einäugige Kavallerie-Sergeant der US-Armee „Hap“ Tasker zu Hilfe, der in Silver City in einem Armee-Büro Dienst versieht.

## Produktionsnotizen
Der Plot der Serie stammt möglicherweise aus Anthony Manns Western Der Stern des Gesetzes von 1957, in dem Fonda einen Kopfgeldjäger spielt, der dem unerfahrenen Sheriff einer Kleinstadt die Grundzüge seines Handwerks beibringt. Die Serie entstand auf dem Höhepunkt der Fernsehwesternproduktionen wie Tausend Meilen Staub, Am Fuß der blauen Berge, Bonanza, Rauchende Colts oder Bronco. Die Erstausstrahlung erfolgte am selben Tag wie die von Bonanza. 
Obwohl Fonda, der die Serie auch moderiert und den Vor- und Abspann spricht als Hauptdarsteller gilt, trat er in weniger als der Hälfte der Episoden im Rahmen der  Spielhandlung auf, so dass Allen Case (1934–1986) als der „zweite Mann“ de facto der Hauptdarsteller ist.

## Überlieferung
Ob die Serie in Deutschland nach der Erstausstrahlung noch einmal gesendet wurde, ist bislang nicht bekannt. Eine vollständige DVD-Edition im englischen Original wurde 2010 veröffentlicht. Unklar ist auch, ob die deutschen Synchronfassungen überhaupt (noch) archiviert sind.   